# Project Sign
Project Sign (pol.: Projekt Znak) to oficjalny program rządu USA zajmujący się zjawiskiem UFO przedsięwzięty przez Siły Powietrzne Stanów Zjednoczonych. Rozpoczął się pod koniec 1947 roku i został zastąpiony pod koniec 1948 roku przez projekt Uraza.